# 梅里蒂娜·斯坦尼歐塔
梅里蒂娜·迪米特里耶芙娜·斯坦尼歐塔（1993年11月15日—) 是著名白俄羅斯韻律體操運動員。 她是三次(2010年，2013年和2015年)世界韻律體操錦標賽個人全能季軍，2015年歐洲運動會韻律體操個人全能季軍以及2014年歐洲錦標賽個人全能亞軍。

## 生平

### 早年
斯坦尼歐塔出生於白俄羅斯明斯克，她在三歲的時候被啟蒙教練Svetlana Burdzevitskaya在街上發掘並邀請,於是斯坦尼歐塔開始了她的韻律體操生涯，Burdzevitskaya稱讚斯坦尼歐塔是個極有才華的女孩，說她總能立刻明白教練的要求，並且有優秀的身體條件。她於十一歲的時候開始跟隨前白俄羅斯韻律體操國家隊成員Larissa Loukianenko訓練，並於其後進入了國家代表隊。
在2008年，她開始贏得一些少年組級別比賽的獎牌，當中最重要的包括在都靈歐洲錦標賽獲得的繩、帶、和團體銀牌。

### 2009-2012年
即使是在成年組的第一年，但作為備受矚目的新秀，斯坦尼歐塔已參與了不少世界盃跟大獎賽分站賽，她也不負期待獲得了很不錯的成績。在五月的歐洲錦標賽她進入了球、繩兩個單項的決賽，她還在之后於台灣高雄舉行的世界運動會進入了全部單項的決賽，並贏得了球操的銅牌。在九月，斯坦尼歐塔前往日本三重縣參與世界韻律體操錦標賽，在那裹她贏得了團體銀牌和圈操銅牌。她在其後的世界盃決賽也獲得了一銀(繩)四銅(個人全能、圈、球、帶)的好成績。
在2010年，斯坦尼歐塔的表現依然亮眼。她在歐洲錦標賽時因出現了失誤所以個人全能僅排名第六，但她在世界盃決賽贏得了一銀(球)三銅(個人全能、繩、帶)。其後她更在莫斯科世界錦標賽中贏得了團體銀牌，個人全能季軍和繩操銅牌，然而當時鮮少人知道的是，她的腳在比賽第四天就已經受傷了。之后斯坦尼歐塔帶傷赴日，和隊友莉寶·查卡辛娜及Elena Bolotina代表明斯克迪納摩(Dinamo)參加世界藝術體操俱樂部錦標賽(Aeon Cup)，贏得了團體銀牌和個人全能銅牌。最后她在十二月接受了手術，這年間除了腳傷外，她的手指，腿部和鎖骨也骨折過。
在手術後斯坦尼歐塔花了好些時間來休養，終于直到3月才能正式開始訓練，並在四月下旬才開始比賽，展開她遲來的2011年賽季。
一個月後，在明斯克舉行的歐洲錦標賽中斯坦尼歐塔仍未能回復狀態，所以除了團體銀牌外她未能收獲其他個人獎牌。
九月，在蒙彼利埃舉行的世界韻律體操錦標賽是本賽季最高榮譽的比賽，尤其這次世錦賽是2012年夏季奧林匹克運動會的初次資格賽，更顯重要。在這次比賽中，斯坦尼歐塔雖只能和隊友莉寶·查卡辛娜、Aliaksandra Narkevich、Hanna Rabtsava獲得了團體銀牌，但仍以110.250總分在個人全能排名第六，順利和莉寶·查卡辛娜一起替白俄羅斯拿下兩個奧運名額。
斯坦尼歐塔在經歷了上賽季的低迷後，在2012年賽季的狀態大好。她在於下諾夫哥羅德舉行的2012年歐洲錦標賽中個人全能僅排名第六。在世界盃決賽中她個人全能排名第五，在單項決賽中雖然球僅排第七，但圈、棒、帶均獲得銅牌。
到了2012年倫敦奧運會，斯坦尼歐塔雖是首次登場，但作為一名富有大賽經驗並擁有高強實力的選手，她仍被視為有力的獎牌競爭者。最終她以108.675的總分排名第十二位，無緣決賽。

### 2013年
倫敦奧運過後，新賽季開始，剛開始實施的新二十分制無損斯坦尼歐塔的競爭力。她首先在年初時參加LA Lights比賽並贏得了全能銅牌，其後在塔爾圖世界盃贏得個人全能和圈操銀牌，以及球、棒、帶三個單項的金牌，取得了個很好的開始。在之後三月的霍隆大獎賽贏得圈的金牌以及棒和帶的銀牌。在蒂艾大獎賽斯坦尼歐塔獲得了圈、棒、帶的銅牌。除此之外她還在里斯本世界盃收獲了帶操銀牌和棒操銅牌。
四月時，斯坦尼歐塔在布加勒斯特世界盃取得了突破──贏得首面的世界盃個人全能金牌，還贏得球、棒、帶三個單項的金牌。接著，她於佩薩羅世界盃拿到第二面的世界盃個人全能金牌，並且獲得了球、棒、帶的金牌和圈操銀牌，成為整場賽事的大贏家。在科爾貝埃索納世界盃中，取得兩銀(全能、球) 一銅(棒)的好成績。一星期後，她參加了在家鄉明斯克舉辦的世界盃賽事，拿到全能銅牌和棒、帶兩個單項的金牌。在六月初於維也納舉行的歐洲錦標賽中，和隊友Arina Charopa及卡齐亚琳娜·哈尔金娜拿到了團體銅牌，其後再獲得圈、棒共三面銅牌。七月中，她前往俄羅斯喀山參加世界大學運動會，拿到了一面銀牌。在卡利世界運動會中她贏得球、棒的金牌和圈的銀牌。因為世運會不設個人全能項目，而帶操單項因場地問題而取消，在三個項目中贏得了兩金一銀的斯坦尼歐塔被gymmedia稱為「是次賽事中最成功的體操運動員」。
八月中旬，她於在聖彼得堡舉行的世界盃決賽贏得全能銀牌和圈、棒的銅牌。在於基輔舉行的世界錦標賽中中，斯坦尼歐塔首先成功晉級所有單項的決賽並獲得了圈和帶的銅牌(這次世錦賽中不設團體·team的賽事)，最後她僅次於俄羅斯的雅娜·庫德亞特賽娃和烏克蘭運動員Ganna Rizatdinova，以72.166的總分排名第三，拿到她第二面的世錦賽個人全能銅牌。
世錦賽過後她前往布爾諾參加大獎賽，在那兒她獲得了個人全能、圈、球、帶的銅牌和棒的銀牌。然後她和卡齐亚琳娜·哈尔金娜及少年組代表Hanna Bazhko一起前往日本東京，代表Dinamo參加世界藝術體操俱樂部錦標賽(Aeon Cup)，她最後贏得了團體和全能銀牌。

### 2014年
斯坦尼歐塔在14年初先前往紐約參加LA Lights比賽並贏得了全能金牌。在接下來的莫斯科大獎賽上，她全能排名第七和獲得球的銅牌，也在蒂艾大獎賽全能排名第六和贏得帶的金牌。三月下旬 ，她前往德國參加了斯圖加特世界盃比賽，最後她全能排名第四，贏得了球的銀牌和圈、棒、帶的銅牌。她亦在里斯本世界盃贏得了全能銀牌、圈的金牌和球的銀牌，並於佩薩羅世界盃上獲得棒的銅牌。其後她參加了於希臘舉行的Kalamata Cup贏得了全能金牌。而在5月22至24日，她參加了塔什干世界盃並在全能項目排名第五以及贏得圈、棒、帶共3枚銀牌和球的銅牌。在稍後舉行的明斯克世界盃上，斯坦尼歐塔成功贏得全能銀牌帶的金牌和球、棒的銅牌。
在6月10至15日，她在巴庫歐洲錦標賽奪得了個人全能銀牌。距離上次有白俄羅斯選手在歐錦賽上拿到個人全能獎牌已經是2000年的事了(當時是Yulia Raskina贏得全能銀牌)，所以斯坦尼歐塔是唯一一位在這14年間重回歐洲錦標賽個人全能頒獎台的白俄羅斯運動員。8月8至10日,她在索菲亞世界盃全能排名第四，並拿到圈、帶的銀牌。在9月5至7日，她前往喀山參與世界盃總決賽，她以高分奪得了全能季軍，棒、帶的銀牌，球的銅牌並在圈操單項決賽的中排名第五。9月22至28日，她和隊友Arina Charopa、卡齐亚琳娜·哈尔金娜代表白俄羅斯，前往伊茲密爾參加2014年世界藝術體操錦標賽。她們首先以合共136.073分贏得團體賽銀牌，之後斯坦尼歐塔成功晉級球、棒、帶單項決賽，並奪得了球的銅牌，可惜之後她因失誤導致個人全能僅排名第七。世錦賽完結後她與卡齐亚琳娜·哈尔金娜和少年組代表Mariya Trubach代表Dinamo到東京參加世界藝術體操俱樂部錦標賽(Aeon Cup)，最後她和隊友贏得了團體銀牌和全能銅牌。

### 2015年
斯坦尼歐塔先在紐約的LA Lights比賽贏得了全能銀牌。二月下旬時參加了莫斯科大獎賽，在那兒她收獲了一面個人全能銅牌、棒的金牌，圈、球的銀牌並在帶的單項決賽上排名第四。之後她前往拉脫維亞里加參與Baltic Hoop比賽，成功贏得了全能金牌、圈操金牌、棒操銀牌和帶的銅牌。在4月3至5日時，在布加勒斯特世界盃奪得個人全能、圈、球、帶共四面銅牌。在接下來的佩薩羅世界盃她全能排名第五，拿到一銀(球)二銅(圈、帶)。她還去了波蘭斯塞新參與國際賽Spring Competition，成功以72.2高分奪得全能金牌。在5月1至3日時於明斯克舉行的歐洲錦標賽中，她先和卡齐亚琳娜·哈尔金娜一起拿下團體銀牌，其後還拿到了圈、帶的銀牌和球、棒的銅牌。在柏林大獎賽中她拿下全能銀牌、帶操金牌和圈、球、棒的銅牌。
6月15至21日時她前往巴庫參加第一屆歐洲運動會，成功奪得了個人全能銅牌、圈操銀牌，球、棒的銅牌和在帶操決賽上排名第四。斯坦尼歐塔還參加了光州世界大學運動會，在這場賽事中她拿下全能銅牌、帶操金牌、棒操銀牌、圈操銅牌和在球操決賽上排名第四。她在八月上旬舉行的布達佩斯世界盃上獲得個人全能、圈和球操的銅牌，並在帶的單項決賽上排名第六。在索菲亞世界盃中全能排名第四，拿到球的銀牌、圈的銅牌，以及在帶操和棒操單項決賽上分別排名第四和第五。稍後她於在喀山舉行的世界盃總決賽全能排名第四，拿到球和帶操的銅牌，以及在圈操和棒操單項決賽上分別排名第五和第八。在9日9至13日時，斯坦尼歐塔於斯圖加特參加世界錦標賽, 她首先成功和隊友卡齐亚琳娜·哈尔金娜、Arina Charopa、Hanna Bazhko奪得團體賽銀牌，以個人全能預賽第六的成績晉級個人全能決賽和所有單項決賽。她先是獲得了球的銅牌並在其他三個單項中排名第四，最後更在全能決賽中以72.132總分贏得了個人全能季軍。在10月2至4日時，她與Arina Charopa和少年組代表Yulia Isachanka代表Dinamo到東京參加世界藝術體操俱樂部錦標賽(Aeon Cup)，最後她全能排名第四並和隊友贏得了團體銅牌。

## 個人生活
斯坦尼歐塔的曾祖母是曾被授予蘇聯人民藝術家稱號的白俄羅斯演員，Stefania Staniouta(Стефания Станюта) 。
她的祖父是白俄羅斯作家，Alexander Staniouta(Александр Станюта) 。
她的父母之所以替她取了「梅里蒂娜」(Melitina) 這個名字是因為他們看了一部叫«Любовные письма с подтекстом»的電影，而其女主角的名字就是Melitina。這個希臘名字的意思是"親愛的"。
在不用訓練的時候她喜歡去劇院和影院，也喜歡看書，最喜愛的書是亂世佳人。她喜歡吃海鮮，喜歡日本酒，也像普通女生一樣熱衷購物 。
斯坦尼歐塔會英語和法語，也略懂意大利語。
她現就讀於白俄羅斯國立大學。
她曾出演Bonaqua的礦泉水廣告。

## 歷年成套音樂資訊
| Year | Apparatus            | Music title                                                                      |
| ---- | -------------------- | -------------------------------------------------------------------------------- |
| 2016 | Hoop                 | 아뉴스 데이 (Oh! Newsday) by Noella                                              |
| 2016 | Ball                 | Fantasy For Violin And Orchestra by Joshua Bell (Ladies in Lavender OST)         |
| 2016 | Clubs (2nd)          | Piano Sonata No 23 In F minor, Op 57 by Murray Perahia                           |
| 2016 | Clubs (1st)          | Jota Aragonesa by Glinka                                                         |
| 2016 | Ribbon               | Ciganskaya                                                                       |
| 2016 | Gala in WC Minsk     | Shatter Me Featuring Lzzy Hale by Lindsey Stirling                               |
| 2015 | Hoop                 | Walc by Wojciech Kilar (Trędowata(1976)OST )                                     |
| 2015 | Ball                 | Romance for Veronika by Vladimir Trofimov                                        |
| 2015 | Clubs                | Ramkoph's Dance by Roman Surzha (from the Ukrainian musical "Baron Munchausen")  |
| 2015 | Ribbon               | Debo Hacerlo by Ana Gabriel                                                      |
| 2015 | Gala-with mask       | Цвет ночи(The Colour Of The Night) by Stepan Mezentsev                           |
| 2015 | Gala                 | Vai Vedrai by Cirque du Soleil                                                   |
| 2014 | Hoop                 | Thunderstruck by David Garrett (original by AC/DC)                               |
| 2014 | Ball                 | Obsession (Carl Orff :Carmina Burana - O Fortuna ) by Palladium Electric Band    |
| 2014 | Clubs (2nd)          | Codigo De Barra by Bajofondo                                                     |
| 2014 | Clubs (1st)          | Star Scat by Caravan Palace                                                      |
| 2014 | Ribbon               | Diva Mea by Alessandro Safina                                                    |
| 2014 | Gala                 | Vai Vedrai by Cirque du Soleil                                                   |
| 2013 | Hoop                 | La Leyenda Del Beso by Raul Di Blasio                                            |
| 2013 | Ball                 | ?                                                                                |
| 2013 | Clubs                | Astor Piazzolla: Contraste by Ensemble Contraste                                 |
| 2013 | Ribbon               | Khachaturian: Masquerade-Waltz by Alexander Lazarev & Bolshoi Symphony Orchestra |
| 2013 | Gala                 | Vai Vedrai by Cirque du Soleil                                                   |
| 2013 | Gala (WC Minsk)      | Tears in Heaven by Eric Clapton                                                  |
| 2013 | Gala-hat             | Après Moi by Regina Spektor                                                      |
| 2012 | Hoop                 | The Puss Suite by Henry Jackman("Puss in Boots" OST)                             |
| 2012 | Ball                 | Я тебя никогда не забуду (I will never forget you) by Aleksandr Marshal & Ariana |
| 2012 | Clubs                | Wals by Igor Kornelyuk (The Master and Margarita OST)                            |
| 2012 | Ribbon               | Maria by Felix Gray (from the musical "Don Juan")                                |
| 2012 | Gala-hat             | Après Moi by Regina Spektor                                                      |
| 2012 | Gala                 | La valse d'Amelie & J'y suis jamais allé (remix) by Yann Tiersen ("Amélie" OST)  |
| 2011 | Hoop                 | Pa' Bailar by Bajofondo                                                          |
| 2011 | Clubs                | ?                                                                                |
| 2011 | Ball                 | ?                                                                                |
| 2011 | Ribbon               | Maria by Felix Gray (from the musical "Don Juan" )                               |
| 2011 | Gala                 | La valse d'Amelie & J'y suis jamais allé (remix) by Yann Tiersen ("Amélie" OST)  |
| 2010 | Hoop                 | Domingo by Gotan Project                                                         |
| 2010 | Rope                 | Ja Vstretil Vas I've Met You & Mama by Roby Lakatos                              |
| 2010 | Ball (2nd)           | ?                                                                                |
| 2010 | Ball (1st)           | Django by Roby Lakatos                                                           |
| 2010 | Ribbon               | Rock Prelude by David Garrett                                                    |
| 2010 | Gala (WCh in Moscow) | Tell Me Why by Declan Galbraith                                                  |
| 2010 | Gala                 | Касіў Ясь канюшыну (Belarusian folk song)                                        |
| 2009 | Hoop                 | Letka-Enka by Turetsky Choir Art Group                                           |
| 2009 | Rope                 | Ja Vstretil Vas I've Met You & Mama by Roby Lakatos                              |
| 2009 | Ball                 | Django by Roby Lakatos                                                           |
| 2009 | Ribbon               | ?                                                                                |
| 2009 | Gala                 | Каваль (Kaval) by Палац (Palac)                                                  |
| 2008 | Hoop                 | Холодная луна(Holodnaya Luna) by Шура(Shura)                                     |
| 2008 | Rope (3rd)           | Kolibre by Maksim Mrvica                                                         |
| 2008 | Rope (2nd)           | Differente by Gotan Project                                                      |
| 2008 | Rope (1st)           | Tangology by Gigi D'Agostino                                                     |
| 2008 | Ball (2nd)           | La noyee by Yann Tiersen ("Amélie" OST)                                          |
| 2008 | Ball (1st)           | Réveil from Cirque Du Soleil                                                     |
| 2008 | Ribbon               | ?                                                                                |
| 2008 | Gala                 | Каваль (Kaval) by Палац (Palac)                                                  |
| 2008 | Gala-clubs           | Differente by Gotan Project                                                      |
| 2008 | Gala-free hand       | The Unforgiven by Apocalyptica                                                   |
| 2008 | Gala at GP Thiais    | Once Upon A December by Liz Callaway ("Anastasia" OST)                           |

## 外部連結
- Melitina Staniouta在國際體操聯合會的相關介紹
- Rhythmic Gymnastics Results